# Volná myšlenka
Volná myšlenka byla antiklerikální a ateistická organizace v Českých zemích, součást mezinárodního hnutí volnomyšlenkářů. Volnomyšlenkářské organizace a kroužky vznikaly v Čechách již od 70. let 19. století, ale zpočátku narážely na odpor úřadů. Česká sekce Volné myšlenky byla založena v roce 1904 pod názvem Spolek volných myslitelů Augustin Smetana a roku 1909 byl jejím předsedou básník Josef Svatopluk Machar. V roce 1910 se předsedou stal Theodor Bartošek a vykonával tuto funkci až do roku 1925 (s přerušením v době války). V roce 1915 byla česká sekce Volné myšlenky rozpuštěna. Poněvadž ji úřady považovaly za podvratnou organizaci, bylo dne 2. května 1916 několik předních funkcionářů Volné myšlenky zatčeno. Po několikatýdenním věznění v Praze byli dopraveni do různých internačních táborů v Dolních Rakousích; na svobodu se dostali až na jaře 1917 po všeobecné amnestii.
Činnost organizace byla obnovena po vzniku Československa, ovšem v letech 1924–1926 od Volné myšlenky odpadlo komunistické křídlo, jež se nadále označovalo Svaz proletářských bezvěrců. V listopadu 1925 byl předsedou Volné myšlenky zvolen Julius Myslík. Za okupace byla Volná myšlenka rozpuštěna podruhé. V roce 1945 byla obnovena jako Svaz občanů bez vyznání, který byl nicméně rozpuštěn už v roce 1952, a to pod záminkou, že „jitří city nábožensky založených spoluobčanů“.
Volná myšlenka byla obnovena v lednu 1990, nemá však právní kontinuitu s prvorepublikovou Volnou myšlenkou, rovněž faktická kontinuita je pochybná.

## Někteří představitelé
- Theodor Bartošek (1877–1954), předseda v letech 1910–1925
- František Krejčí (1858–1934)
- František Pavel Křivský (1912–1989)
- Otakar Kunstovný (1884–1945)
- František Loskot (1870–1932)
- Josef Svatopluk Machar (1864–1942), předseda v letech 1909–1910
- Václav Oukropec (1897–1968)
- Karel Pelant (1874–1925)
- Emil Svoboda (1878–1948), místopředseda
- Rudolf Máša (1880–1954)[5]
- Julius Myslík (1877–1938)